# Stefano Raimondi
Stefano Raimondi (Soave, 1º gennaio 1998) è un nuotatore italiano, campione paralimpico a Tokyo 2020 e Parigi 2024.

## Carriera
Un incidente alla guida di uno scooter gli procura una lesione alla gamba sinistra.
Nel 2021 partecipa alla sua prima paralimpiade, disputatasi a Tokyo, vincendo il 26 agosto la medaglia d'oro nella specialità 100 m rana categoria SB9, il 28 agosto la medaglia di bronzo nei 100 m stile libero maschile S10, il 30 agosto l'argento nella 4x100 m 34 punti stile libero maschile, il 31 agosto ancora un argento nei 100 m farfalla S10, il 2 settembre l'argento nei 100 m dorso S10 e il 3 settembre l'argento nei 200 m misti SM10 e il bronzo nella staffetta 4x100 m misti 34 punti. Chiude dunque la sua prima paralimpiade con un bottino di sette medaglie totali. 
Nel 2022, ai campionati mondiali di Madeira, in Portogallo, conquista ben sei medaglie d'oro. Nel 2024, ai Giochi paralimpici di Parigi, ottiene per la seconda edizione consecutiva la medaglia d'oro nei 100 metri rana SB9 e sale sul gradino più alto del podio anche nei 100 metri stile libero, nei 100 metri farfalla S10, nei 200 metri misti SM10 e nella staffetta 4x100 metri stile libero (contribuendo a siglare in quest'ultima occasione anche il record del mondo sulla distanza); vince inoltre l'argento nei 100 metri dorso S10. Nel dicembre 2024 è stato premiato da La Gazzetta dello Sport, mediante i Gazzetta Sports Awards, come atleta paralimpico dell'anno.

## Palmarès
Categorie SB9, S10, SM10
- Giochi Paralimpici

Tokyo 2020: oro nei 100m rana SB9, argento nella 4x100m sl (34 pti.), nei 100m farfalla S10, nei 100m dorso S10 e nei 200m misti SB9, bronzo nei 100m sl S10 e nella 4x100m mista (34 pti.).
Parigi 2024: oro nei 100m sl S10, nei 100m rana SB9, nei 100m farfalla S10, nei 200m misti SM10 e nella 4x100m sl mista (34 pti.), argento nei 100m dorso S10.
- Campionati mondiali IPC

Londra 2019: oro nei 50m sl S10, nei 100m rana SB9 e nella 4x100m sl (34 pti.), argento nei 200m misti SM10, nei 100m sl S10, nei 100m farfalla S10 e nei 100m dorso S10.
Funchal 2022: oro nei 100m rana SB9, nei 200m misti SM10, nei 400m sl S10, nei 100m farfalla S10, nei 100m dorso S10 e nella 4x100m sl mista (34 pti.), argento nei 100m sl S10, bronzo nei 50m sl S10.
Manchester 2023: oro nei 100m rana SB9, nei 100m farfalla S10, nei 100m dorso S10, nei 400m sl S10 e nei 200m misti SM10, argento nei 100m sl S10 e nella 4x100m misti mista (34 pti.).
- Campionati europei IPC

Dublino 2018: oro nei 100m rana SB9, nella 4x100m sl (34 pti.) e nella 4x100m mista (34 pti.), argento nei 100m dorso S10 e nei 100m sl S10, bronzo nei 100m farfalla S10, nei 400m sl S10 e nei 50m sl S10.
Funchal 2021: oro nei 100m rana SB9, argento nei 50m sl S10, nei 200m misti SM10, nei 400m sl S10, nei 100m farfalla S10, nei 100m sl S10 e nei 100m rana S10.
Funchal 2024: oro nei 100m sl S10, nei 100m rana SB9, nei 100m farfalla S10 e nei 200m misti SM10, argento nei 50m sl S10, nei 100m dorso S10 e nella 4x100m mista (34 pti.).